# Višeagentni sustav za pregovaranje
Višeagentni sustav za pregovaranjepredstavlja agente koji pregovarajući moraju postići određeni sporazum koji zadovoljava obje strane.
Razlikujemo četiri različite komponente pregovaranja:
- Skup pregovaranja, koji predstavlja prostor mogućih ponuda agenata
- Protokol, koji definira legalne ponude agenata, kao što su funkcije prema povijesti pregovaranja
- Kolekcija strategija, jedna za svakog agenta, koja određuje koje će ponude agenti dati. Najčešće, strategija koju agent igra je privatna, što znači da nije vidljiva ostalim agentima sudionicima pregovaranja
- Pravilo koje određuje da li je postignut sporazum, i kakav je taj sporazum.

## Tok Pregovaranja
Pregovaranje se obično odvija u serijama te svaki agent daje ponudu u svakoj svakoj iteraciji. Ponude koje agenti daju su definirane prema njihovim strategijama te moraju biti pravilne, baš kako su definirane prema protokolu. Ako je postignut dogovor, koji je definiran prema pravilu dogovora, tada pregovaranje prestaje s dogovorom.
Navedena četiri parametra vode prema ekstremno bogatom i složenom okruženju za analizu. Prvi atribut koji može komplicirati pregovaranje je kada su uključena višestruka pitanja. Primjer jednostrukog pregovaranja bio bi kada dva agenta pregovaraju samo o cijeni neke robe za prodaju. U takvom scenariju, postavke agenata su simetrične, što znači da sporazum koji je više pozitivan za
jednog agenta, će biti manje pozivitan za drugog agenta, i obrnuto. Takvi simetrični scenariji se lako analiziraju jer je uvijek dolazi do ustupka. Tako npr. ako prodavač želi prodati robu, mora napraviti ustupak, tj. sniziti cijenu, a kupac ako želi kupiti, mora također napraviti ustupak, tj. povećati svoju ponudu.

## Višestruka pregovaranja
U višestrukim pregovaranjima, agenti ne pregovaraju samo o vrijednosti jednog atributa, nego o vrijednostima više atributa, koji mogu biti u međusobnom odnosu. Na primjer, kada kupujemo auto, cijena nije jedini faktor o kojem pregovaramo (iako vrlo vjerojatno najdominantniji). Kupca može interesirati dužina garancije, servis vozila, dodatna oprema itd. U višestrukim pregovaranjima često nije očit pravi ustupak, jer nije slučaj da sve vrijednosti atributa moraju biti povećane ili smanjene.
Višestruki atributi vode k eksponencijalnom rastu prostora mogućih rješenja. Ako u nekoj domeni pregovaraju agenti o vrijednosti n Boole-ovih varijabli, v1, vn, postavke se sastoje od dodjela ili istinitih ili lažnih vrijednosti za svaku varijablu vi. Vidimo da postoji 2n mogućih dogovora u takvoj domeni. To znači da, u pokušaju da odluči koja ponuda će biti sljedeća, za agenta će biti potpuno neizvedivo da razmorti svaki mogući dogovor u domenama srednje veličine. Većinom, domene pregovaranja su mnogo kompleksnije od ove. Na primjer, agenti pregovaraju o vrijednostima atributa gdje ti atributi mogu imati m mogućih vrijednosti, što dovodi do mn mogućih dogovora.

## Vrste pregovaranja

### Pregovaranje jedan-na-jedan
Agent pregovara sa samo jednim agentom. Djelomično jednostavan primjer pregovaranja jedan-na-jedan je kada agenti imaju simetrična svojstva s obzirom na moguće ponude. Primjer takvog pregovaranja u svakodnevnom životu bio bi kada pregovaramo o uvjetima s prodavačem vozila.

### Pregovaranje više-na-jedan
U ovom pregovaranju, jedan agent pregovara s nekim brojem ostalih agenata. Aukcije su primjer više-na-jedan pregovaranja. Pregovaranje više-na-jedan se često tretira kao veći broj jedan-na-jedan pregovaranja.

### Pregovaranje više-na-više
U ovom pregovaranju, više agenata pregovara s više ostalih agenata simultano. Prema najgorem slučaju, gdje je ukupno n agenata ukupno uključeno u pregovaranje, znači da je moguće do n(n-1)/2 pregovaračkih dretvi. Iz gledišta analize, takvim pregovaranjem teško je upravljati.

## Implementacija
Višeagentni sustav može se implementirati u različitim programskim jezicima te na različitim platformama. Jedna od popularnih platforma je SPADE (eng. Smart Python multi-Agent Development Environment) pisana u Pythonu.

## Vanjske poveznice
- Službena stranica SPADE platforme